# Onthophagus tubericollis
Onthophagus tubericollis là một loài bọ cánh cứng trong họ Bọ hung (Scarabaeidae).